# دلبران آمریکا (فیلم)
دلبران آمریکا (به انگلیسی: America's Sweethearts) فیلمی محصول سال ۲۰۰۱ و به کارگردانی جو روث است. در این فیلم بازیگرانی همچون بیلی کریستال، جولیا رابرتس، کاترین زیتا جونز، جان کیوسک، هانک آزاریا، کریستوفر واکن، آلن آرکین، ست گرین، رین ویلسون، اریک بالفور، کری لین پرت، ماریا کانالز باررا، لیزا جوینر، ماری چیتم و اما رابرتس ایفای نقش کرده‌اند.

## داستان
زوج بازیگری که سالیان متوالی از مردم دل برده‌اند، مدتی است که میانه‌شان شکراب شده. آخرین فیلمی که خانم بازی کرده فیلمساز لجبازی دارد. او شرط گذاشته فیلم را فقط در میهمانی مخصوصی با حضور خبرنگاران تحویل می‌دهد. این مسئله مسئول تشریفات فیلم را مجبور می‌کند به نحوی زوج را آشتی بدهد تا هم به فیلم ضربه نخورد و هم این آشتی تبلیغ خوبی برای فیلم از آب دربیاید.
روز میهمانی می‌رسد و فیلمساز با فیلمی که ساخته غافلگیری بزرگی رقم می‌زند.

## بازیگران
جولیا رابرتس در نقش کتلین هریسون )کی‌کی
بیلی کریستال در نقش لی فیلیپس
کاترین زیتا جونز در نقش گون هریسن
جان کایوسک در نقش ادی تامس
هنک آزاریا در نقش هکتور گورگونزالس
استنلی توچی در نقش دیو کینگزمن
کریستوفر واکن در نقش هل ویدمن
آلن آرکین در نقش راهنمای سلامت
سث گرین در نقش دنی وکس
اسکات زلر در نقش دیویس
لری کینگ در نقش خودش

## بازخورد
فیلم فروش خوبی داشته اما در راتن تومیتو از ۱۴۶ نقد امتیاز ۳۲ درصد و در متاکریتیک از ۳۲ نقد ۴۴ امتیاز از صد را دارا است.